# Elecciones federales de México de 1824
Las primeras elecciones federales de México de 1824 se llevaron a cabo en agosto de 1824. Fueron las primeras elecciones en el país en el que se eligió al presidente de los Estados Unidos Mexicanos.
En ellas se eligieron los siguientes cargos de elección indirecta:
- Presidente de la República. Jefe de Estado y de Gobierno, electo por un periodo de cuatro años (1825-1829), sin posibilidad de reelección inmediata, del cual tomaría posesión el 1 de abril de 1825.  El candidato electo fue Guadalupe Victoria.[1]
- Vicepresidente de la República. Substituto constitucional del presidente, electo para el mismo periodo como el segunda candidato más votado para el cargo de presidente. El candidato electo fue Nicolás Bravo.[1]
- 38 senadores. Miembros de la cámara alta del Congreso General, dos electos por mayoría absoluta por los congresos locales de cada estado para un periodo, por única ocasión, de cuatro años que conformó a partir del 1 de enero de 1825 el I Congreso Constitucional.

No obstante, el Congreso Constituyente cambió la fecha de posesión al 10 de octubre de 1824 por el fin del gobierno provisional.

## Resultados electorales del presidente y vicepresidente
|  | 78.95 % |

|  | 21.05 % |

|  | 100.00 % |